# Constituties van Melfi

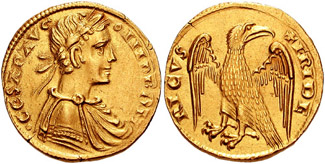
Een augustalis, een gouden munt met de beeltenis van Frederik II van Hohenstaufen, van de (Messina] munt van Sicilië, geslagen kort na 1231, ter gelegenheid van de proclamatie van de Wetten van Melfi

Constituties van Melfi of Wetten van Melfi, Liber Constitutionum Regni Siciliae of Liber Augustalis zijn wetten die door Frederik II van Hohenstaufen, keizer van het Heilige Roomse Rijk, op 15 augustus 1231 werden uitgevaardigd. Oorsprong van de regelgeving lag in plaatselijk geldend recht en het Romeinse recht.
De wetten zijn genoemd naar Melfi, de plaats van uitgifte, gelegen in de Italiaanse regio Basilicata. Ze vormen een samenhangend geheel van 220 afzonderlijke wetten. Frederik II legde er het staatsrecht en bestuursrecht voor het koninkrijk Sicilië in vast. Hij stelde een rationele rechtsorde tegenover de rechtsorde die gold binnen de Rooms-katholieke Kerk. Ze gaan over de strafrechtelijke, staatsrechtelijke en sociaal-economische inrichting van het koninkrijk Sicilië, waar de keizer een modelstaat van wilde maken. De wetgeving kende in de middeleeuwen zijn gelijke niet, het was het eerste voorbeeld van een samenhangende, allesomvattende wetgeving en 'geldt als het hoogtepunt van Frederiks genie als staatsman.'

## Voorbereiding en presentatie

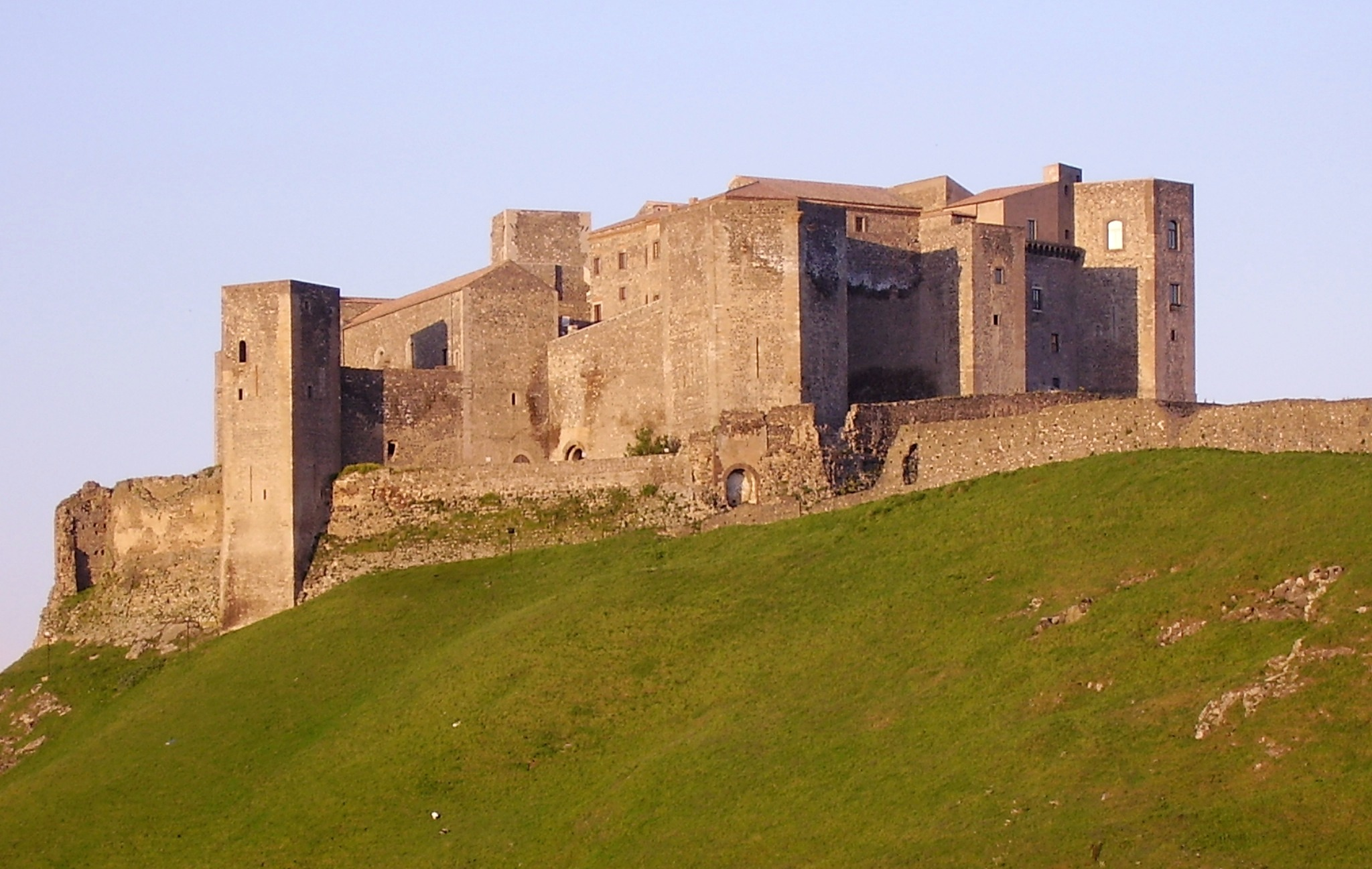
Het kasteel van Melfi

Aan de proclamatie van de Wetten van Melfi ging bijna een jaar van voorbereidingen vooraf. Veertig oudere juristen doorkruisten maandenlang het koninkrijk en inventariseerden bestaande wetten, rechten en regels. Een andere groep rechtsgeleerden onder leiding van Petrus van Vinea, Frederiks groothofrechter en kanselier, ging daarop aan het werk om te toetsen wat bruikbaar en rechtvaardig was. Er werd een geheel van gemaakt, de 220 wetten werden in drie boeken uitgeschreven en tot een codex aan elkaar genaaid. Met Maria Hemelvaart werden in de grote zaal van het kasteel van Melfi de Wetten van Melfi gepresenteerd. Na de proclamatie werd de nieuwe wetgeving bekend gemaakt in alle provincies die onder heerschappij van Frederik stonden.

## Rechtspraak
De Wetten beëindigen de 'gangbare praktijk van onderdrukking en uitbuiting van het gewone volk'. De middeleeuwse rechtsorde wordt opgeheven. De geestelijkheid verliest haar jurisdictie over leken, behalve bij echtbreuk. Er komt een koninklijke rechtsorde, waarmee baronnen buitenspel worden gezet. De gecentraliseerde rechtspraak komt te berusten bij de Staat. Geestelijken moeten ook belasting gaan betalen en zich bij zaken tussen burgers onderling (civiel recht), voegen naar het wereldlijk recht.
Beambten, rechters en 'justitiaren' (gouverneurs) moeten het volk recht doen, zwakkeren (armen, weduwen, wezen) en minderheden (Joden, Saracenen) moeten extra beschermd worden. De rechtsgang wordt voor alle onderdanen goed toegankelijk.
De zogenaamde Godsoordelen zoals waterproef, vuurproef worden afgeschaft en de 'gerechtelijke tweekamp' verboden. De strafmaat wordt aangescherpt en vastgelegd.

## Sociaal-economische wetgeving
Er komen wetten over nieuwe, gestandaardiseerde maten en gewichten. Perkament moet in plaats van papier worden gebruikt als documenten in gerechtshoven, omdat het minder vergankelijk is. Het dragen van wapens wordt grotendeels verboden. 
Er zijn regels tegen echtbreuk, koppelarij, ontvoering, liefdesdranken, godslastering, gifmengerij, woeker, kansspelen, vervalsingen en meineed. De consument wordt beschermd tegen bedrog en woekerprijzen.

## Milieuwetgeving
Er zijn in de Wetten bepalingen opgenomen om de lucht en het water te beschermen, een vroege vorm van wat tegenwoordig milieuwetgeving heet. 

## Volksgezondheid
Voor het eerst in de geschiedenis is de Staat, dat was toen de vorst, verantwoordelijk voor de medische zorg. Een medische studie moet minstens vijf jaar duren en er moet bij een bekwame arts een langdurige stage gevolgd worden. De opleiding moet met een examen worden afgesloten. Er zijn bepalingen voor de bezoeken aan de patiënt en de hoogte van het honorarium van de arts. Armen moeten kosteloos worden behandeld. Een arts mag geen apotheek voeren, om belangenverstrengeling te voorkomen. Er zijn strenge straffen tegen kwakzalverij.

## Kritiek
De Wetten stuitten op heftig kerkelijk verzet. Paus Gregorius IX wilde dat Frederik het 'godslasterlijke project' stopte. Door het aanstellen van keizerlijke beambten waren er steeds minder sleutelposities voor kerkelijke beambten weggelegd. De invloed van de Kerk zou daardoor afnemen. Ook kwamen sommige Noord-Italiaanse steden in opstand omdat de nieuwe wetten op gespannen voet stonden met stedelijke privileges.

## Augustalis
Om de proclamatie van de Wetten van Melfi luister bij te zetten, werd in december 1231 de Gouden Augustalis uitgegeven: een gouden munt (20,5 karaat), ter waarde van vier 'goudons'. Op 'de mooiste munt van de middeleeuwen' staat Frederik afgebeeld als Romeins keizer met een lauwerkrans. 